# Manifattura italiana tappeti artistici
MITA, Manifattura italiana tappeti artistici, è stata un'azienda tessile genovese nota per la qualità dei prodotti, in particolare dei tappeti e degli arazzi, e per le collaborazioni artistiche instaurate fra gli anni venti e gli anni sessanta del XX secolo.

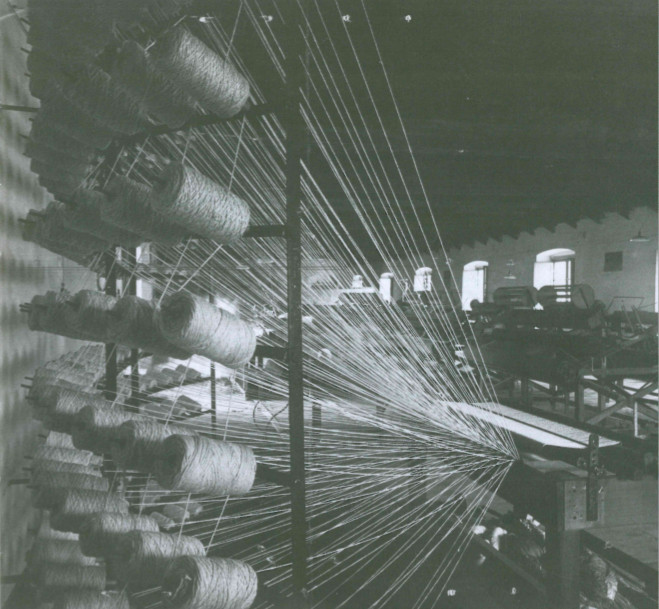
Telai nella sede storica in via Montemoro, Genova

## Storia e produzione
Fu fondata nel 1926 a Nervi, nelle vicinanze di Genova, dall'imprenditore Mario Alberto Ponis. Ex contabile, aviatore durante la prima guerra mondiale, Ponis svolse successivamente studi di ingegneria che lo spinsero a ideare una fabbrica in grado di coniugare la tradizione artigianale del tappeto annodato a mano con macchinari di tipo moderno che potessero consentire una produzione industriale di alta qualità.
Poco dopo l'apertura dell'azienda, l'artista futurista Fedele Azari mise in contatto Ponis con Fortunato Depero, che già aveva avuto occasione di esporre sue opere tessili presso l'Esposizione internazionale di arti decorative e industriali moderne della Biennale di Venezia. La corrispondenza fra i due ebbe inizio nel gennaio 1927 e si rafforzò quando Ponis espresse l'intenzione di lanciare una nuova linea di tappeti curati da designer moderni. La collaborazione sfociò nella produzione di almeno otto modelli di tappeto, di cui sono conservati i disegni presso l'archivio dell'azienda, ma di cui non sono state trovate copie. Di uno di questi tappeti esiste una rappresentazione fotografica in un fascicolo del 1930 della rivista La casa bella, all'interno di una sala da tè progettata da Oscar Saccorotti.

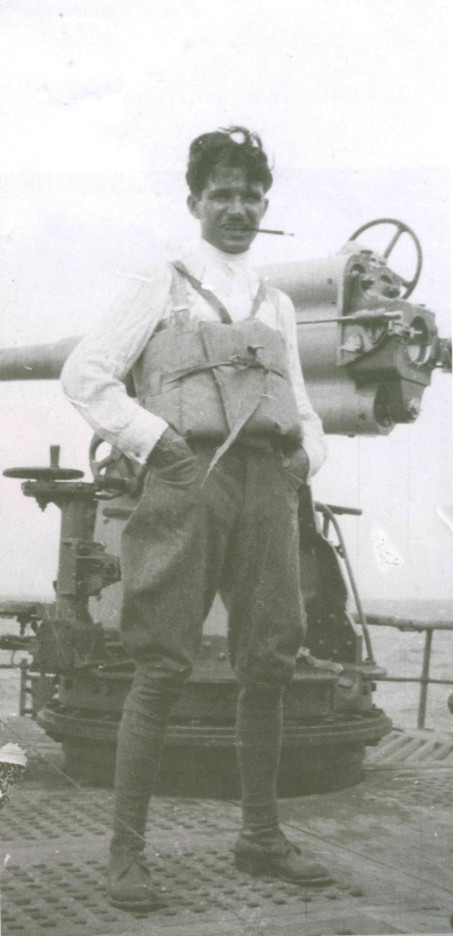
Mario Alberto Ponis nel 1918, di ritorno in Italia dall'Albania

Una seconda collaborazione con un artista futurista fu quella con Francesco Di Cocco, di cui sono presenti negli archivi MITA cinque disegni preparatori. Sulla base di due di questi progetti, due modelli di tappeti annodati a mano furono prodotti dall'ENAPI (Ente nazionale per l'artigianato e le piccole industrie) e successivamente pubblicati su Domus.
Dal 1928 al 1930 MITA collaborò intensivamente con l'architetto genovese Mario Labò e una delle sue due aziende di arredamento per la casa, DIANA, per la quale furono prodotti tappeti sia in stile orientale e persiano, sia moderno. Tra i designer coinvolti nella collaborazione, oltre allo stesso Labò, si possono citare gli artisti liguri Paolo Rodocanachi e i fratelli Fausto e Oscar Saccorotti. Opere nate da questa collaborazione furono esposte, e ottennero riconoscimenti, nell'edizione del 1930 dell'Esposizione internazionale d'arte decorativa e industriale moderna di Monza. A causa di dissapori nati fra le aziende, però, il nome di MITA non compare nel catalogo dell'esposizione. La collaborazione con Labò mise comunque in contatto Ponis con diversi artisti: oltre a quelli già citati, si annoverano Emanuele Rambaldi, Arturo Martini e Gio Ponti, che lo introdusse nell'ambiente degli architetti milanesi che aderivano al movimento artistico chiamato Novecento. Nel 1931 appare su Domus (rivista fondata da Ponti) un articolo dedicato all'azienda che tratta di opere firmate dallo stesso Ponti e dagli architetti Paolo Buffa ed Emilio Lancia. I tappeti di questo periodo affiancano alle composizioni geometriche alcuni elementi tipici dell'Art déco come frecce, bandiere, fiocchi ed elementi floreali e animali, mentre artisti come Martini e Luigi Vietti concepivano composizioni di taglio più figurativo.
Successive importanti occasioni di esposizione furono quelle della Triennale di Milano nel 1933 e quella della prestigiosa Exposition Internationale des Arts et Techniques dans la Vie Moderne di Parigi, nel 1937.
Dal 1937 MITA commerciò anche in forniture per l'aeronautica italiana, attività che continuò allo scoppio della seconda guerra mondiale.
L'attività produttiva riprese dopo la guerra in direzione di una diversificazione dei prodotti. Oltre ai tappeti, l'azienda cominciò a produrre tessuti stampati per l'arredamento e per capi di abbigliamento come i foulard, sempre in stretta collaborazione con artisti del tempo. Tessuti firmati da Emanuele Rambaldi e Oscar Saccorotti furono esposti a New York nel 1950 nella mostra "Italy at Work: Her Renaissance in Design Today". Da questi anni, si moltiplicarono le citazioni sulle riviste di arredamento, la presenza di prodotti dell'azienda alla Triennale di Milano, e le collaborazioni artistiche. Fra i molti collaboratori si citano ad esempio Enrico Paulucci, Gustavo Pulitzer-Finali, Dino Predonzani, Enrico Ciuti, Giocondo Faggioni, Corina Steinrisser, Johanna Follner Kopetzky.
Importante la collaborazione con Emanuele Luzzati, che produsse per MITA disegni per stampe, sciarpe, pannelli e arazzi. Furono prodotte da MITA alcune delle opere tessili per le quali Luzzati vinse riconoscimenti e premi, come gli arazzi Favola esposto alla Triennale di Milano nel 1954 e Il flauto magico. Entrambe le opere erano nate per le navi della Costa Crociere.
Il pittore genovese Eugenio Carmi, oltre a disegnare diverse stampe per tessuti per MITA, mise in contatto l'azienda con figure dell'avanguardia milanese quali Emilio Scanavino e Arnaldo Pomodoro. Scanavino si occupò di nuove linee di pannelli per l'arredamento d'interni, per i quali vinse il "Premio la Rinascente compasso d'oro per l'estetica del prodotto" nel 1956. Alcune sue opere, assieme a quelle di Saccorotti, Carmi, Paulucci, Luzzati e Rambaldi, furono esposte in una mostra che da Genova nel 1958 si spostò poi fino a Firenze e a Caracas. Della mostra la stampa apprezzò sia il valore artistico delle opere, sia il loro costo relativamente contenuto consentito dalla produzione industriale, che le rendeva paragonabili al tradizionale mezzaro ligure. Ad Arnaldo Pomodoro furono invece commissionati nel 1961, e prodotti negli anni successivi, disegni per pannelli e sciarpe.
Fra le ultime collaborazioni artistiche si cita quella con Leo Lionni nel 1961, mentre l'ultima commissione di rilievo per l'azienda fu quella di un grande arazzo disegnato da Aldo Bosco per la sede genovese della Rai nel 1968. La produzione MITA cominciò a chiudere due anni dopo la morte di Ponis, avvenuta nel 1970. È del 1973 l'ultima partecipazione dell'azienda alla Triennale di Milano. Nel 1976 si concluse totalmente l'attività produttiva.
Per tutto l'arco della sua attività, MITA fu attiva nel campo della produzione di articoli tessili per l'industria nautica italiana. Arazzi e altri prodotti MITA furono presenti su famosi transatlantici come il Rex e il Conte di Savoia negli anni trenta, il Conte Biancamano negli anni quaranta (con un arazzo in lana intrecciata basato su un disegno di Mario Sironi), e dagli anni cinquanta in avanti su navi Tirrenia, Adriatica e Lloyd Triestino. La maggiore commissione durante gli anni sessanta arrivò da parte di Costa Crociere, in particolare per il transatlantico Eugenio C..

## La fabbrica
La costruzione della sede storica della fabbrica ebbe luogo tra il 1938, anno in cui Ponis acquistò il relativo terreno a Nervi, e il 1941, anno di apertura. L'edificio, di tipo razionalista, fu progettato dall'architetto Luigi Carlo Daneri, al tempo già operante a Genova con diversi esempi di architettura di questo genere. L'edificio, a tre piani e in cemento armato, con un tetto piatto e finestre a nastro lungo tutto il perimetro e l'arredamento curato da Saccorotti, meritò la citazione sulle riviste Stile nel 1944 e Domus nel 1954.
L'edificio fu occupato dall'esercito tedesco nel 1943 e rientrò in possesso di Ponis solo dopo la fine della guerra. Nel 2008 è stato dichiarato struttura architettonica di rilievo dal Ministero per i beni culturali italiano. In seguito è stato trasformato in struttura per appartamenti, ma resta un importante esempio di architettura industriale genovese progettata da un autore di rilevanza internazionale.